# Битка код Рафије
Битка код Рафије, такође позната и као битка код Газе, одиграла се године 217. п. н. е. за вријеме четвртог сиријског рата између војске селеукидског краља Антиоха III на једној и војске египатског краља Птолемеја IV на другој страни. Представљала је једну од највећих битака хеленистичког периода. Завршила је египатском побједом којом је одлучен рат, иако је дугорочно имала лошије посљедице по Египат него по Антиоха.

## Увод
Антиох III је ступио на селеукидско пријесто године 223. п. н. е. одлучан да поврати територије које је његов отац Селеук II Калиник морао предати Египту у Трећем сиријском рату. Припреме за рат против Египта су почеле одмах након ступања на пријесто, а сам поход требало је да започне 221. п. н. е. Антиоха су, међутим, омеле интриге његовог главног министра Хермеје и побуне сатрапа у источним провинцијама. Тек када је успео да ријеши те проблеме, Антиох је покренуо поход године 219. п. н. е. 
У међувремену је и сам Египат пролазио кроз период политичке нестабилности, изазван смрћу дугогодишњег владара Птолемеја III. На пријесто је дошао млади Птолемеј IV, који је показао мало занимања за државничке послове и скоро сву власт препустио министру Сосибију. Краљев министар је своју власт настојао да консолидује ликвидацијама чланова краљевске породице и њихових потенцијалних присталица, што је изазвало метеж у државној управи. Због тога се Египат није могао припремати за Антиохову инвазију, а и дио Птолемејевих команданта је пребјегао Селеукидима.
Због свега тога је Антиох без неких великих потешкоћа године 219. п. н. е. заузео скоро сва подручја Келесирије, укључујући и Јудеју. Тада је Сосибије, схвативши размјере кризе у којој се нашла земља, започео преговоре о миру с Антиохом. Зато 218. п. н. е. није било већих операција — Антиох је консолидовао своју власт у новоосвојеним подручјима, а Сосибије настојао купити вријеме како би подигао египатску војску. Настојећи стећи какав-такав паритет с Антиохом, одлучио је, по први пут у историји птолемејског Египта, наоружати египатске домороце те и обучити хоплитској тактици. Те су мјере дале плода, те је до љета 217. п. н. е. када је Антиох изгубио стрпљење и поновно покренуо војску, Египат имао војску с којом се могао супротставити Селеукидима.

## Ток битке
Војске су се пред битку улогориле око 1 км једна од друге. То је доводило до сталних чарки. То је Теодот Етољанин схватио као прилику да се ноћу особно ушуља у Птолемејев логор и покуша убити египатског краља. У томе није успио те је након пет дана чаркања дошло до коначног судара двије војске.
Обје војске су заузеле сличан борбени поредак - своју тешку пјешадију, односно фалангу - су ставили у центар, док је на оба крила стављена коњица и бојни слонови. Антиох је, пак, по узору на Александра Великог, узео мјесто на десном крилу своје војске, док се Птолемеј нашао ближе центру. 
Антиохов је план био да са коњицом и слоновима на свом десном крилу разбије лијево крило египатске војске. У почетку је изгледало да ће Антиохов план успјети - његови сиријски слонови су својим мирисом изазвали панику међу Птолемејевим афричким шумским слоновима, што је довело до свеопћег метежа у египатским редовима. Антиох је наредио јуриш свог десног крила те је лако разбио Птолемејеву коњицу и египатску краљевску гарду на лијевом крилу, а потом њене остатке почео гонити према Птолемејевом логору увјерен да је извојевао побједу.
У међувремену је у напад кренула и Птолемејева коњица на десном крилу, те лако разбила Антиохову коњицу. Сам је Птолемеј дошао међу припаднике фаланге у центру и наредио да крену у напад. Потакнути својим краљем, египатски војници су успјели разбити непријатељски центар и натјерати га у бијег.
Када се Антиох са својом коњицом вратио из Птолемејевог логора, на своје велико изненађење је видио да Египћани нису поражени, него да заправо гоне главнину његове војске. Антиох је своје војнике покушао зауставити и натјерати да поновно заузму борбени поредак, али је дотада већина њих нашла склониште иза зидина града Рафија. Антиох им се придружио, те сљедећи дан послао гласнике Птолемеју затраживши примирје да покопа мртве, а што је било прешутно признање пораза. Том је захтјеву удовољено.

## Посљедице
Након битке су започели преговори, а темељем њих је склопљен мировни споразум. Сосибије, упркос очигледној војничкој побједи, није инсистирао на тешким условима за Антиоха, задовољивши се тиме да врати египатску власт над подручјима Келесирије коју је Антиох био освојио двије године раније. Антиоху је, пак, дозвољено да од освојених подручја задржи луку Селеукију Пијерију. Тиме су обје стране имале разлога бити задовољне исходом битке.
Битка је, пак, имала далеко озбиљније дугорочне посљедице по Египат на унутрашњем плану. С обзиром да је домородачко становништво по први пут наоружано и обучавано у хоплитској тактици, тиме је ослабљена власт грчко-македонске елите. У годинама и деценијама иза битке су учестале побуне против Птолемејида, а неко вријеме су устаници од птолемејидске власти успјели отцијепити и Горњи Египат. Птолемејиди су, пак, томе настојали стати на крај преузимајући све више обичаја и иконографије древних египатских фараона. Ти су трендови примјетни већ на стели поводом побједе која датира из новембра 217. п. н. е. а којој се Птолемеј први пут назива фараоном не само на египатском него и на грчком језику.

## У популарној култури
Битка је реконструисана у једној од епизода BBC-јеве ТВ-серије Time Commanders.